# Jenny Wanda Barkmann
Jenny Wanda Barkmann, född 30 maj 1922 i Hamburg, död 4 juli 1946 vid Biskupia Górka i Gdańsk, Polen, var en lägervakt i koncentrationslägret Stutthof och dömd krigsförbrytare.

## Biografi
Jenny Wanda Barkmann utsågs 1944 till SS-Aufseherin (övervakare) i Stutthof SK-III, lägrets avdelning för kvinnliga fångar. Enligt uppgift skall hon ha skickat både kvinnor och barn till gaskamrarna samt även slagit ihjäl interner. 
När Röda armén närmade sig lägret 1945, försökte Barkmann att fly, men hon greps på en järnvägsstation i Gdańsk. Tillsammans med flera andra vakter och kapos från Stutthof ställdes hon inför rätta för brott mot mänskligheten vid Stutthofrättegången 1946. Hon befanns skyldig enligt åtalspunkterna och dömdes till döden. Barkmann och tio andra dödsdömda, däribland flera kvinnliga lägervakter, avrättades offentligt genom hängning vid Biskupia Górka utanför Gdańsk den 4 juli 1946.
På sin dödsdom reagerade Barkmann med orden: "Livet är i sanning ett nöje, och nöjen är vanligtvis kortvariga".

## Bilder

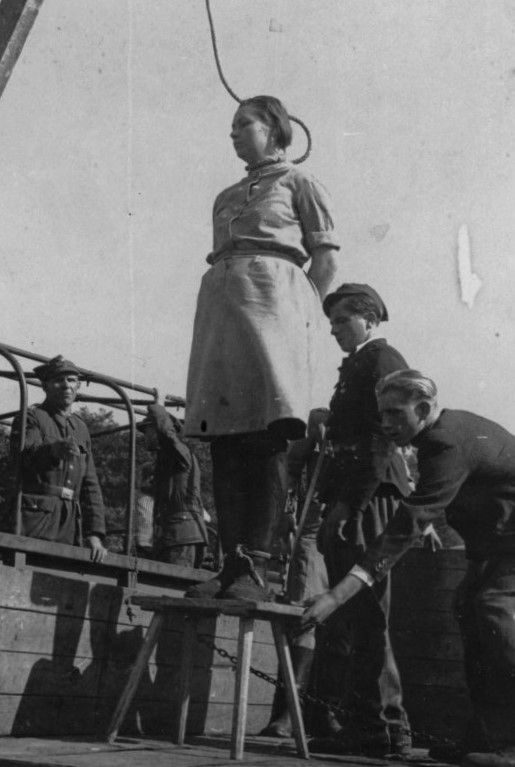
Jenny Wanda Barkmann inför avrättningen.
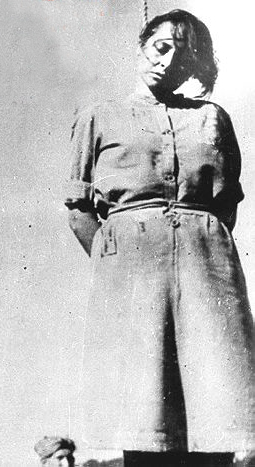
Jenny Wanda Barkmann efter avrättningen.